# Équipe des Pays-Bas de Fed Cup
Pour un article plus général, voir Fed Cup.
L'équipe des Pays-Bas de Fed Cup est l’équipe qui représente les Pays-Bas lors de la compétition de tennis féminin par équipe nationale appelée Fed Cup (ou « Coupe de la Fédération » entre 1963 et 1994).
Elle est constituée d'une sélection des meilleures joueuses de tennis néerlandaises du moment sous l’égide de la Fédération néerlandaise de tennis.

## Résultats par année

### 1963 - 1969
- 1963 (4 tours, 16 équipes) : après une victoire au 1er tour contre la Suisse, les Pays-Bas s'inclinent en 1/4 de finale contre les États-Unis.
- 1964 (5 tours, 20 équipes) : après une victoire au 1er tour contre l’Autriche, les Pays-Bas s'inclinent au 2e tour contre la France.
- 1965 : les Pays-Bas ne participe pas à cette édition organisée à Melbourne.
- 1966 (5 tours, 21 équipes) : après un « bye » au 1er tour et une victoire contre l’Afrique du Sud au 2e tour, les Pays-Bas s'inclinent en 1/4 de finale contre l’Australie.
- 1967 (5 tours, 17 équipes) : après un « bye » au 1er tour, les Pays-Bas s'inclinent au 2e tour contre l’Italie.
- 1968 (5 tours, 23 équipes) : après une victoire au 1er tour contre la Finlande, la Pologne au 2e tour, la Bulgarie en 1/4 de finale et les États-Unis en 1/2 finale, les Pays-Bas s'inclinent en finale contre l’Australie.

| Australie - Pays-Bas - 3 : 0 |                                     |                                |               |
| 1                            | Kerry Melville                      | Marijke Jansen                 | 4-6, 7-5, 6-3 |
| 1                            | Margaret Smith Court                | Astrid Suurbeek                | 6-1, 6-3      |
| 1                            | Margaret Smith Court Kerry Melville | Astrid Suurbeek Lidy Venneboer | 6-3, 6-8, 7-5 |

- 1969 (5 tours, 20 équipes) : après une victoire au 1er tour contre la Bulgarie, l’Indonésie au 2e tour et la Tchécoslovaquie en 1/4 de finale, les Pays-Bas s'inclinent en 1/2 finale contre les États-Unis.

### 1970 - 1979
- 1970 (5 tours, 22 équipes) : après une victoire au 1er tour contre la Grèce et le Canada au 2e tour, les Pays-Bas s'inclinent en 1/4 de finale contre la Grande-Bretagne.
- 1971 (4 tours, 14 équipes) : après une victoire au 1er tour contre le Canada, les Pays-Bas s'inclinent en 1/4 de finale contre la France.
- 1972 (5 tours, 31 équipes) : après une victoire au 1er tour contre la Nouvelle-Zélande et la Colombie au 2e tour, les Pays-Bas s'inclinent en 1/4 de finale contre les États-Unis.
- 1973 (5 tours, 30 équipes) : après une victoire au 1er tour contre la France et le Danemark au 2e tour, les Pays-Bas s'inclinent en 1/4 de finale contre l’Afrique du Sud.
- 1974 (5 tours, 29 équipes) : les Pays-Bas s'inclinent au 1er tour contre la France.
- 1975 (5 tours, 31 équipes) : après une victoire au 1er tour contre l’Uruguay, les Pays-Bas s'inclinent au 2e tour contre la Tchécoslovaquie.
- 1976 (5 tours, 32 équipes) : après une victoire au 1er tour contre le Brésil, l’Argentine au 2e tour et le Danemark en 1/4 de finale, les Pays-Bas s'inclinent en 1/2 finale contre les États-Unis.
- 1977 (5 tours, 32 équipes) : après une victoire au 1er tour contre l’Uruguay et  Israël au 2e tour, les Pays-Bas s'inclinent en 1/4 de finale contre l’Afrique du Sud.
- 1978 (5 tours, 32 équipes) : après une victoire au 1er tour contre le Mexique et le Chili au 2e tour, les Pays-Bas s'inclinent en 1/4 de finale contre l’Australie.
- 1979 (5 tours, 32 équipes) : après une victoire au 1er tour contre l’Argentine et le Japon au 2e tour, les Pays-Bas s'inclinent en 1/4 de finale contre l’Australie.

### 1980 - 1989
- 1980 (5 tours, 32 équipes) : les Pays-Bas s'inclinent au 1er tour contre l'Argentine.
- 1981 (5 tours, 32 équipes) : après une victoire au 1er tour contre  Hong Kong et l'Italie au 2e tour, les Pays-Bas s'inclinent en 1/4 de finale contre l'Australie.
- 1982 (5 tours, 32 équipes) : après une victoire au 1er tour contre le Danemark, les Pays-Bas s'inclinent au 2e tour contre l'Australie.
- 1983 (qualifications + 5 tours, 39 équipes) : les Pays-Bas s'inclinent au 1er tour contre la Chine.
- 1984 (qualifications + 5 tours, 36 équipes) : les Pays-Bas s'inclinent au 1er tour contre la France.
- 1985 (qualifications + 5 tours, 38 équipes) : les Pays-Bas s'inclinent au 1er tour contre la Suisse.
- 1986 (qualifications + 5 tours, 42 équipes) : les Pays-Bas s'inclinent au 1er tour contre le Canada.
- 1987 (qualifications + 5 tours, 42 équipes) : les Pays-Bas s'inclinent au 1er tour contre le Canada.
- 1988 (qualifications + 5 tours, 36 équipes) : les Pays-Bas s'inclinent au 1er tour contre l'Espagne.
- 1989 (qualifications + 5 tours, 40 équipes) : après une victoire au 1er tour contre la Yougoslavie, les Pays-Bas s'inclinent au 2e tour contre l'Espagne.

### 1990 - 1999
- 1990 (qualifications + 5 tours, 44 équipes) : après une victoire au 1er tour contre la Suisse et l'Allemagne au 2e tour, les Pays-Bas s'inclinent en 1/4 de finale contre l'URSS.
- 1991 (qualifications + 5 tours + barrages, 56 équipes) : après une défaite au 1er tour contre les États-Unis, les Pays-Bas l'emportent en play-offs contre la Hongrie.
- 1992 (5 tours + barrages, 32 équipes) : après une victoire au 1er tour contre le Paraguay, les Pays-Bas s'inclinent au 2e tour contre l'Allemagne.
- 1993 (5 tours + barrages, 32 équipes) : après une victoire au 1er tour contre la Croatie et la Lettonie au 2e tour, les Pays-Bas s'inclinent en 1/4 de finale contre l'Espagne.
- 1994 (5 tours, 32 équipes) : après une victoire au 1er tour contre la Biélorussie, les Pays-Bas s'inclinent au 2e tour contre l'Afrique du Sud.

La compétition change de format à compter de 1995 : la Coupe de la Fédération devient Fed Cup.
- 1995 (3 tours, 8 équipes + groupe mondial II, play-offs I et II) : après une victoire en groupe mondial II contre la Suède, les Pays-Bas s'inclinent en play-offs I contre l'Autriche.
- 1996 (3 tours, 8 équipes + groupe mondial II, play-offs I et II) : après une victoire en groupe mondial II contre l'Australie, les Pays-Bas l'emportent en play-offs I contre la Slovaquie.
- 1997 (3 tours, 8 équipes + groupe mondial II, play-offs I et II) : après une victoire en 1/4 de finale du groupe mondial contre les États-Unis et la République tchèque en 1/2 finale, les Pays-Bas s'inclinent en finale contre la France.

| Pays-Bas - France - 1 : 4 Brabant Hall, Bois-le-Duc, Pays-Bas 04 - 05 octobre, Moquette (int.) |                              |                                  |               |
| 1                                                                                              | Brenda Schultz               | Sandrine Testud                  | 4-6, 6-4, 3-6 |
| 1                                                                                              | Miriam Oremans               | Mary Pierce                      | 4-6, 1-6      |
| 1                                                                                              | Brenda Schultz               | Mary Pierce                      | 4-6, 6-3, 6-4 |
| 1                                                                                              | Miriam Oremans               | Sandrine Testud                  | 6-0, 3-6, 3-6 |
| 1                                                                                              | Manon Bollegraf Caroline Vis | Alexandra Fusai Nathalie Tauziat | 3-6, 4-6      |

- 1998 (3 tours, 8 équipes + groupe mondial II, play-offs I et II) : après une défaite en 1/4 de finale du groupe mondial contre les États-Unis, les Pays-Bas s'inclinent en play-offs I contre la Croatie.
- 1999 (3 tours, 8 équipes + groupe mondial II, round robin play-offs) : après une défaite en groupe mondial II contre la Belgique et une qualification dans l'épreuve du round robin, les Pays-Bas s'incline en play-offs II contre l'Australie.

### 2000 - 2009
- 2000 - 2001 : les Pays-Bas concourent dans les compétitions par zones géographiques.
- 2002 (4 tours, 16 équipes + play-offs) : les Pays-Bas s'inclinent en play-offs I contre l'Australie.
- 2003 - 2004 - 2005 - 2006 - 2007 - 2008 - 2009 : les Pays-Bas concourent dans les compétitions par zones géographiques.

### 2010 - 2015
- 2010 - 2011 - 2012 - 2013 : les Pays-Bas concourent dans les compétitions par zones géographiques.
- 2014 (3 tours, 8 équipes + groupe mondial II, play-offs I et II) : les Pays-Bas l'emportent en play-offs II contre le Japon.
- 2015 (3 tours, 8 équipes + groupe mondial II, play-offs I et II) : après une victoire en groupe mondial II contre la Slovaquie, les Pays-Bas l'emportent en play-offs I contre l'Australie.
- 2016 (3 tours, 8 équipes + groupe mondial II, play-offs I et II) : après une victoire en 1/4 de finale du groupe mondial contre la Russie, les Pays-Bas s'inclinent en 1/2 finale contre la France.
- 2017 (3 tours, 8 équipes + groupe mondial II, play-offs I et II) : après une défaite en 1/4 de finale du groupe mondial contre la Biélorussie, les Pays-Bas l'emportent en play-offs I contre la Slovaquie.
- 2018 (3 tours, 8 équipes + groupe mondial II, play-offs I et II) : après une défaite en 1/4 de finale du groupe mondial contre les États-Unis, les Pays-Bas s'inclinent en play-offs I contre l'Australie.

## Bilan de l'équipe
Résultats des confrontations entre les Pays-Bas et ses adversaires les plus fréquents (3 rencontres minimum dans les groupes mondiaux).
| #  | Adversaires    | Rencontres | Victoires | Défaites | % victoires |
| -- | -------------- | ---------- | --------- | -------- | ----------- |
| 1  | Australie      | 10         | 2         | 8        | 20 %        |
| 2  | États-Unis     | 8          | 2         | 6        | 25 %        |
| 3  | France         | 6          | 1         | 5        | 17 %        |
| 4  | Canada         | 4          | 2         | 2        | 50 %        |
| 5  | Afrique du Sud | 4          | 1         | 3        | 25 %        |
| 6  | Danemark       | 3          | 3         | 0        | 100 %       |
| 7  | Japon          | 3          | 3         | 0        | 100 %       |
| 8  | Argentine      | 3          | 2         | 1        | 67 %        |
| 9  | Suisse         | 3          | 2         | 1        | 67 %        |
| 10 | Espagne        | 3          | 0         | 3        | 0 %         |

## Bilan des joueuses les plus sélectionnées
Ce bilan est calculé sur la base des rencontres officielles des groupes mondiaux et barrages I et II. Les rencontres des tableaux dits de « consolation » et celles par « zones géographiques » ne sont pas prises en compte. Les joueuses comptant moins de 5 sélections ne sont pas reprises dans le tableau.
| #  | Joueuses               | De   | à    | Sélections | Matchs | Victoires | Défaites | % victoires |
| -- | ---------------------- | ---- | ---- | ---------- | ------ | --------- | -------- | ----------- |
| 1  | Betty Stöve            | 1964 | 1983 | 30         | 57     | 43        | 14       | 75 %        |
| 2  | Brenda Schultz         | 1988 | 1997 | 13         | 21     | 11        | 10       | 52 %        |
| 3  | Caroline Vis           | 1988 | 1999 | 10         | 10     | 4         | 6        | 40 %        |
| 4  | Elly Appel             | 1974 | 1980 | 16         | 21     | 13        | 8        | 62 %        |
| 5  | Kristie Boogert        | 1993 | 2002 | 15         | 20     | 12        | 8        | 60 %        |
| 6  | Lidy Venneboer         | 1967 | 1968 | 5          | 8      | 4         | 4        | 50 %        |
| 7  | Manon Bollegraf        | 1988 | 1999 | 19         | 24     | 10        | 14       | 42 %        |
| 8  | Marcella Mesker        | 1979 | 1987 | 12         | 21     | 10        | 11       | 48 %        |
| 9  | Marianne van der Torre | 1981 | 1987 | 8          | 13     | 4         | 9        | 31 %        |
| 10 | Marijke Jansen         | 1968 | 1975 | 21         | 27     | 15        | 12       | 56 %        |
| 11 | Miriam Oremans         | 1992 | 2002 | 21         | 38     | 19        | 19       | 50 %        |
| 12 | Nicole Jagerman        | 1989 | 1995 | 7          | 9      | 4         | 5        | 44 %        |
| 13 | Tine Zwaan             | 1973 | 1978 | 9          | 10     | 6         | 4        | 60 %        |
| 14 | Trudy Groenman         | 1964 | 1973 | 16         | 25     | 12        | 13       | 48 %        |